# Косенко, Борис Григорьевич
Косенко Борис Григорьевич (16 апреля 1936, с. Деймановка, ныне Сребнянского района Черниговской области — 28 декабря 2003, г. Тернополь) — советский хозяйственник, государственный деятель. Заслуженный работник сельского хозяйства Украины (2002). 3 ордена Трудового красного знамени, медали СССР и Украины. Депутат Тернопольского областного и районного советов.

## Биография
Окончил Харьковский сельскохозяйственный институт (1960, ныне аграрный университет). Работал агрономом Борщевской районной сельскохозяйственной инспекции, главным агрономом опытно-показного хозяйства «Украина», председателем правления колхоза «Заря» того же района.
От 1970 — начальник управления сельского хозяйства Борщевского райисполкома, с 1973 — 1-й заместитель председателя Тернопольского облисполкома, от 1974 — начальник управления сельского хозяйства облисполкома, впоследствии — Тернопольского райисполкома. 1984—1992 — председатель Тернопольского райисполкома, 1992—1994 — начальник государственной инспекции по карантину растений в Тернопольской области. От 14 февраля до 9 декабря 1994 — представитель Президента Украины в Тернопольской области.
Председатель Тернопольского областного совета (26 июня 1994 — 26 ноября 1996); председатель ОГА (11 июля 1995 — 6 сентября 1996). Впоследствии возглавлял государственную инспекцию по карантину растений в области.